# Kasteel van Longevergne
Het Kasteel van Longevergne (Frans: Château de Longevergne) is een kasteel in de Franse gemeente Anglards-de-Salers. Het kasteel is een beschermd historisch monument sinds 2002.